# Чесапік (Вірджинія)
Чесапік (англ. Chesapeake) — незалежне місто в США, в штаті Вірджинія, конурбація Гемптон-Роудс. Населення — 249 422 особи (2020).

## Географія
Чесапік розташований за координатами 36°40′46″ пн. ш. 76°18′6″ зх. д. / 36.67944° пн. ш. 76.30167° зх. д. ( 36.679376, -76.301788).  За даними Бюро перепису населення США в 2010 році місто мало площу 908,72 км², з яких 882,67 км² — суходіл та 26,05 км² — водойми.

## Демографія
Згідно з переписом 2010 року, у місті мешкало 222 209 осіб у 79 574 домогосподарствах у складі 59 927 родин. Густота населення становила 245 осіб/км².  Було 83196 помешкань (92/км²). 
Расовий склад населення:
| - 62,6 % — білих - 29,8 % — чорних або афроамериканців - 2,9 % — азіатів - 0,4 % — корінних американців - 0,1 % — вихідців з тихоокеанських островів - 1,2 % — осіб інших рас |

До двох чи більше рас належало 3,0 %. Іспаномовні складали 4,4 % від усіх жителів.
За віковим діапазоном населення розподілялося таким чином: 25,9 % — особи молодші 18 років, 63,7 % — особи у віці 18—64 років, 10,4 % — особи у віці 65 років та старші. Медіана віку мешканця становила 37,0 року. На 100 осіб жіночої статі у місті припадало 94,7 чоловіків;  на 100 жінок у віці від 18 років та старших — 91,6 чоловіків також старших 18 років.
Середній дохід на одне домашнє господарство  становив 82 481 долар США (медіана — 68 620), а середній дохід на одну сім'ю — 91 253 долари (медіана — 78 923). Медіана доходів становила 53 564 долари для чоловіків та 41 061 долар для жінок. За межею бідності перебувало 9,7 % осіб, у тому числі 14,6 % дітей у віці до 18 років та 5,7 % осіб у віці 65 років та старших.
Цивільне працевлаштоване населення становило 105 953 особи. Основні галузі зайнятості: освіта, охорона здоров'я та соціальна допомога — 22,2 %, роздрібна торгівля — 12,1 %, науковці, спеціалісти, менеджери — 11,8 %.

## Історія
Чесапік було засновано 1919 року як Південний Норфолк. Отримало статус «незалежного міста» 1922 року. 1963 року частина Південного Норфолка була об'єднана з округом Норфолк, а інша утворила нове «незалежне місто» Чесапік. Істотний приріст чисельності населення та економічного розвитку міста розпочався в 1990-х роках, хоча виробничих підприємств у місті майже немає.
У Чесапіку розташовані дві бази ВМФ США і достатньо відомий дендрарій.